# Liste de films français sortis en 1929
Listes de films français
- 1925
- 1926
- 1927
- 1928
- 1929
- 1930
- 1931
- 1932
- 1933

Liste non exhaustive de films français sortis en 1929 :
| Titre                                                  | Réalisateur                    | Distribution                                                             | Genre                      | Notes    |
| ------------------------------------------------------ | ------------------------------ | ------------------------------------------------------------------------ | -------------------------- | -------- |
| L'Âme de Pierre                                        | Gaston Roudès                  | Georges Lannes, Gilbert Dany, Jacqueline Forzane                         | Muet                       |          |
| Amour et Carrefour                                     | Georges Péclet                 | Éliane Tayar, Max Lerel Roberte Béryl, Georges Péclet                    | Comédie dramatique         |          |
| L'Appassionata                                         | André Liabel Léon Mathot       | Fernand Fabre, Renée Héribel Ruth Weyher, Léon Mathot                    | Comédie dramatique         |          |
| L'Appel de la chair                                    | Roger Lion                     | Max Maxudian, Gil Clary, Philippe Hériat                                 | Comédie dramatique         |          |
| L'Arpète                                               | Émile-Bernard Donatien         | Lucienne Legrand, Louis Ravet Roger Guérin-Jaquelain                     | Comédie                    |          |
| Autour de l'argent                                     | Jean Dréville                  | Alfred Abel, Pierre Alcover, Jules Berry                                 | Documentaire muet          | 40 min   |
| Le Bled                                                | Jean Renoir                    | Jacky Monnier, Enrique Rivero, Alexandre Arquillière                     | Muet                       |          |
| Cagliostro                                             | Richard Oswald                 | Hans Stüwe, Renée Héribel, Alfred Abel                                   | Thriller Muet              | 54 min   |
| Le Capitaine Fracasse                                  | Alberto Cavalcanti             | Pierre Blanchar, Lien Deyers Marguerite Moreno                           | Aventure                   |          |
| Ces dames aux chapeaux verts                           | André Berthomieu               | Gabrielle Fontan, René Lefèvre, Alice Tissot                             | Comédie                    |          |
| Le Collier de la reine                                 | Gaston Ravel et Tony Lekain    | Georges Lannes, Diana Karenne, Marcelle Chantal                          | Drame                      |          |
| Le Danseur inconnu                                     | René Barberis                  | André Roanne, Véra Flory, Janet Young, André Nicolle                     |                            |          |
| Dans la nuit                                           | Charles Vanel                  | Charles Vanel, Sandra Milowanoff                                         | Drame muet                 |          |
| Détresse                                               | Jean Durand                    | Philippe Hériat, Maurice Luguet, Harry Pilcer                            | Drame muet                 |          |
| Les Deux Timides                                       | René Clair                     | Maurice de Féraudy Pierre Batcheff Françoise Rosay                       | Comédie                    |          |
| Dolly                                                  | Pierre Colombier               | Dolly Davis, André Roanne Ady Cresso, Paul Ollivier                      | Comédie                    |          |
| Embrassez-moi                                          | Robert Péguy                   | Charles Prince, Suzanne Bianchetti                                       | Comédie                    |          |
| Espionnage ou la Guerre sans armes                     | Jean Choux                     | Lilian Constantini, Jean Choux Marie-France, Thérèse Reignier            | Espionnage                 |          |
| La Femme et le Pantin                                  | Jacques de Baroncelli          | Conchita Montenegro                                                      | Drame muet                 |          |
| Les Fourchambault                                      | Georges Monca                  | Charles Vanel, Henriette Delannoy Simone Damaury, Jean Dehelly           |                            |          |
| Gardiens de phare                                      | Jean Grémillon                 | Paul Fromet, Geymond Vital, Génica Athanasiou                            | Drame muet                 |          |
| J'ai l'noir ou le Suicide de Dranem                    | Max de Rieux                   | Armand Dranem, Oléo, Suzette O'Nil                                       | Comédie                    |          |
| La Maison au soleil                                    | Gaston Roudès                  | France Dhélia, Gaston Jacquet, Annie Grazia Georges Melchior, Jane Loury | Muet                       |          |
| La Maison du Maltais                                   | Henri Fescourt                 | Tina Meller, Sylvio de Pedrelli                                          | Muet                       |          |
| La Marche nuptiale                                     | André Hugon                    | Pierre Blanchar Louise Lagrange                                          | Comédie muette             |          |
| Le Meneur de joies                                     | Charles Burguet                | René Navarre                                                             | Muet                       |          |
| La Merveilleuse Vie de Jeanne d'Arc, fille de Lorraine | Marco de Gastyne               | Simone Genevois, Fernand Mailly, Georges Paulais                         | Drame muet                 |          |
| Le Miracle de la mer                                   | Julien Duvivier                | Jean Murat, Thomy Bourdelle, Suzanne Christy                             | Muet                       |          |
| Monte Cristo                                           | Henri Fescourt                 | Jean Angelo, Lil Dagover, Gaston Modot                                   | Drame historique muet      |          |
| Nogent, Eldorado du dimanche                           | Marcel Carné                   | -                                                                        | Court métrage Documentaire | 18 min   |
| Les Nouveaux Messieurs                                 | Jacques Feyder                 | Gaby Morlay, Albert Préjean, Henry Roussel                               | Muette                     |          |
| Les Oursins                                            | Jean Painlevé                  | -                                                                        | Court métrage Documentaire | 10 min   |
| Papoul ou l'Agadadza                                   | Marc Allégret                  | Alex Allin Colette Darfeuil                                              | Comédie muette             | perdu    |
| Paris girls                                            | Henry Roussell                 | Suzy Vernon, Danièle Parola, Fernand Fabre                               | Comédie dramatique muette  |          |
| Le Perroquet vert                                      | Jean Milva                     | Édith Jéhanne, Max Maxudian, Pierre Batcheff                             | Muet                       |          |
| Pivoine                                                | André Sauvage                  | Line Noro, Michel Simon                                                  | Muet                       | inachevé |
| La Possession                                          | Léonce Perret                  | Francesca Bertini, Gilbert Roland Pierre de Guingand                     | Muet                       |          |
| Le Prince Jean                                         | René Hervil                    | Renée Héribel, Paul Guidé, Lucien Dalsace                                |                            |          |
| Un rayon de soleil                                     | Jean Gourguet                  | Mona Goya, Georges Péclet                                                | Muet                       |          |
| Robinson Junior                                        | Alfred Machin                  | Claude Machin                                                            | Muet                       |          |
| Le Ruisseau                                            | René Hervil                    | Louise Lagrange, Olga Day, Lucien Dalsace                                | Muet                       |          |
| Tentation                                              | René Barberis et René Leprince | Lucien Dalsace, Fernand Mailly, Clara Darcey-Roche                       | Muet                       |          |
| Les Trois Masques                                      | André Hugon                    | Renée Héribel, Jean Toulout François Rozet                               | Drame muet                 |          |
| Un soir au Cocktail's Bar                              | Roger Lion                     | Jim Gérald, Gina Manès, Max Maxudian                                     | Moyen métrage muet         |          |
| Vénus                                                  | Louis Mercanton                | André Roanne, Jean Murat, Constance Talmadge                             | Comédie muette             |          |
| La Vierge folle                                        | Luitz-Morat                    | Emmy Lynn, Jean Angelo, Suzy Vernon                                      | Muet                       |          |
| La Ville des mille joies                               | Carmine Gallone                | Renée Héribel, Frances Cuyler, Langhorn Burton                           | Comédie muette             |          |
| Voici dimanche                                         | Pierre Weill                   | Colette Darfeuil, Max Lerel, Marthe Mussine                              | Comédie muette             |          |
| La Zone                                                | Georges Lacombe                | La Goulue, Geymond Vital                                                 | Documentaire               | 28 min   |